# Sofiane El Khamer
Sofiane El Khamer (ur. 1998) – marokański zapaśnik walczący w stylu wolnym. Brązowy medalista mistrzostw Afryki w 2022 i piąty w 2018 roku.